# Mooreonuphis lineata
Mooreonuphis lineata är en ringmaskart som beskrevs av Lana 1991. Mooreonuphis lineata ingår i släktet Mooreonuphis och familjen Onuphidae. Inga underarter finns listade i Catalogue of Life.